# Универсальный резак
Реноватор (универсальный резак) — осциллирующий инструмент (мультимастер, мультитул, мультиинструмент, виброинструмент, виброрезак, универсальный резак) — электрифицированный инструмент, шпиндель которого совершает тангенциальные колебания с частотой 10-25 тыс. колебаний ЧАС в пределах центрального угла около 3-4 градусов. Известны модели с электрическим сетевым и аккумуляторным приводом.

## История
Реноватор — универсальный резак не имеет предшественника с мускульным приводом. Первый электроинструмент с осциллирующим принципом действия был выпущен фирмой C. & E. Fein GmbH в 1967 году как пила для разрезания гипсовых повязок. Оригинальный экземпляр этого инструмента выставлен в Немецком музее в Мюнхене. В 1986 году C. & E. Fein GmbH разработала и запатентовала дельташлифователь, ставший прообразом современного универсального резака.
Срок действия патента истёк в октябре 2008 года, после чего другие производители ввели универсальные резаки в свои производственные программы.

## Преимущества и недостатки
Благодаря высокой частоте и небольшой амплитуде колебаний не возникает эффекта отдачи, но возникает вибрация (выраженность зависит от модели и рабочей частоты движения насадки). Принцип действия обеспечивает очень разностороннее применение:
- резка гипсокартона, пористого бетона, цементных швов, дерева, металлов (в том числе крепёжных элементов из закалённой стали), пластика (в том числе стеклопластика, углепластика), резины, комбинированных материалов, минеральной и стеклянной ваты;
- шлифование лакокрасочных покрытий, камня, цементных растворов и стяжек, дерева, металлов, пластика, комбинированных материалов;
- шабрение (удаление эластичных клеевых составов и т. п.)

Особенность крепления рабочей оснастки позволяет производить подрезку заподлицо. Во многих случаях, особенно в труднодоступных местах (углы, узкие места, выпиливание слепых выемок и т. д.), универсальный резак является незаменимым инструментом.
Возвратно-поступательный характер движения рабочего инструмента обуславливает значительно меньшую производительность по сравнению с инструментами, обеспечивающими непрерывное движение оснастки (дисковая пила, угловая шлифмашина, ленточная шлифмашина, щёточная (барабанная) шлифовальная машина и т. д.). Предел производительности связан также с ограниченным вращающим моментом (из-за опасности возникновения отдачи) и конструктивной невозможностью обеспечить холостой ход с минимизацией контакта с материалом (как у электролобзиков и сабельных пил).
Некоторые варианты насадок:
- Шабер с незамкнутым посадочным кольцом (быстросъёмным)
- Пильное полотно с замкнутым посадочным кольцом
- Шлифовальная насадка со сменными абразивными элементами
- Пильная насадка с карбидным напылением